# Jótam (judský král)
Jótam (hebrejsky: יוֹתָם‎, Jotam) byl z Davidovské dynastie v pořadí desátý král samostatného Judského království. Jeho jméno se vykládá jako „Hospodin (je) dokonalý“. Moderní historikové a archeologové uvádějí, že vládl asi v letech 759 př. n. l. až 743 př. n. l. Podle kroniky Davida Ganse by však jeho kralování mělo spadat do let 3167–3183 od stvoření světa neboli do let 595–578 před naším letopočtem, což odpovídá 16 letům vlády, jak je uvedeno v Tanachu.
Jótam byl synem krále Azarjáše, alias Uzijáše, a jeho ženy Jerúši. Na judský trůn v Jeruzalémě usedl ve svých 25 letech, předtím však jako korunní princ ve vladařských záležitostech několik let zastupoval svého malomocného otce. Talmud uvádí, že se narodil v době, kdy už byl jeho otec touto nemocí postižen. Jótam pokračoval v bezpečnostní politice svého otce, takže zesiloval opevnění na hranicích království a stavěl strážní věže. Mimo jiné posílil opevnění i okolo Chrámu a v průběhu své vlády také úspěšně potlačil vzpouru amónského krále. Za jeho života prorokovali Izajáš, Ozeáš a Micheáš. Jótam zemřel ve věku 41 let a po něm nastoupil na trůn jeho syn Achaz.